# Micral
Micral est une gamme d'ordinateurs conçue et commercialisée par le bureau d'études R2E depuis 1973.
Le tout premier modèle de cette gamme, nommé « Micral », possède la caractéristique d'utiliser un microprocesseur, de posséder des dimensions réduites et d'être de prix abordable. Il est ainsi reconnu comme étant le premier micro-ordinateur de l'histoire.

## Le Micral d'origine
Initialement développé à partir de juin 1972 par R2E, un bureau d'études français alors dirigé par André Truong, le Micral répond à une commande de l'INRA pour un système de mesure et de calcul de l'évapotranspiration des sols, transportable et meilleur marché que le mini-ordinateur PDP-8.
En décembre 1972, installé dans une cave à Châtenay-Malabry, François Gernelle met au point son dernier prototype. Fabriqué autour d'un microprocesseur 8 bits Intel 8008, cadencé à 500 kHz, ses cartes mémoire de type MOS embarquent 2 Ko de RAM.
Il possède une carte de fond de panier nommée « Pluribus » dotée au choix de 11 ou 22 connecteurs de 74 broches, qui est conçue pour recevoir les différentes cartes électroniques de l'ordinateur. Cette architecture lui permet d’étendre facilement ses capacités en ajoutant des cartes ou bien de le faire évoluer en remplaçant d'anciennes cartes par des nouvelles. Il peut comporter une console système optionnelle qui est matérialisée par un panneau frontal muni d’interrupteurs. Cette dernière peut être personnalisée en fonction des besoins de la clientèle.
La programmation de l'appareil se réalise à l'aide d'un téléscripteur ou par modem. Le développeur de l'équipe, Benchetrit, fournit le moniteur résident (en) du Micral stocké dans une ROM, le MOMIC (Moniteur Micral 01) ainsi que son assembleur, l'ASMIC (Assembleur Micral 01).
Le 15 janvier 1973, la commande de l'INRA est honorée. La configuration de ce premier modèle nommée Micral sera commercialisée par la suite sous le nom de « Micral N ».
Le Micral N était vendu à un prix très bas pour l'informatique de l'époque : 8 500 francs en 1972.
La gamme des Micral s'étendra pour suivre l'évolution des technologies. Avec la participation d'Alain Lacombe et de Jean-Claude Beckmann dans la réalisation de nombreuses cartes d'entrées/sorties, le Micral sera capable d'être interconnecté, bénéficiera de microprocesseurs plus puissants ainsi que de l'apparition des disques durs, des écrans et des claviers.
Philippe Kahn sera chargé de travailler sur le SYSMIC logiciel système successeur du MOMIC.
En 1978, R2E est absorbée par CII Honeywell-Bull qui avait lancé un des premiers mini-ordinateurs, le Mitra 15, utilisé par le réseau Cyclades.
Plus tard, Bull déposera le nom de marque « Bull Micral » en juin 1983.
Le SYSMIC évoluera pour devenir le système d'exploitation multitâches en temps réel Prologue. R2E proposera ce dernier sur ses machines aux côtés de CP/M ou de MS-DOS sur Bull Micral compatibles PC.

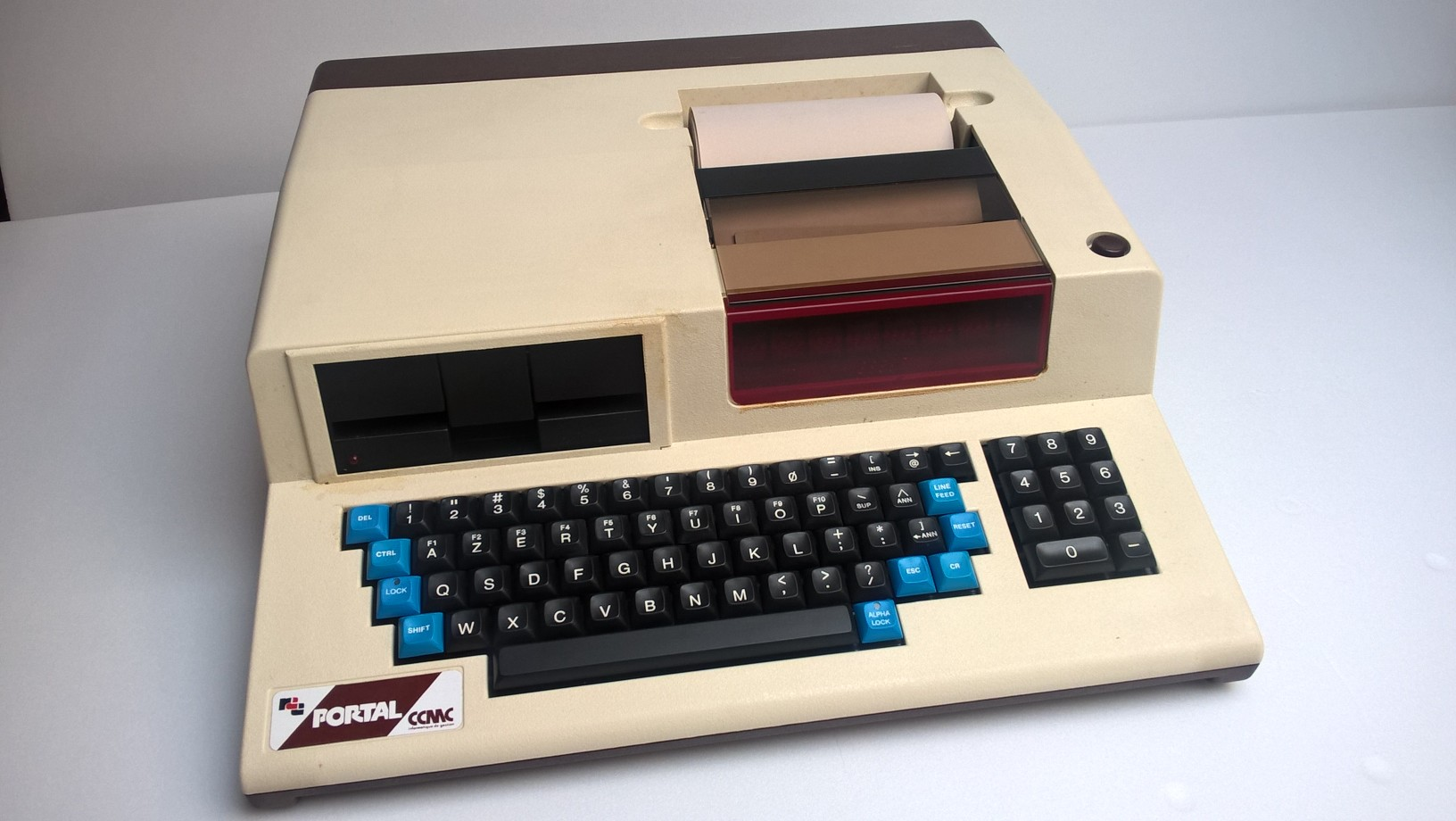
Micro-ordinateur Portal de R2E/CCMC.

Le micro-ordinateur portable « Portal » est développé par le bureau d'études. Il fait son apparition en septembre 1980 au salon du Sicob à Paris, soit huit mois avant l'Osborne 1 nord-américain (avril 1981).
Tous modèles cumulés, les ventes de Micral s'élèveront à environ 90 000 exemplaires.
La paternité du Micral a été disputée par André Truong à François Gernelle, qui l'a emporté en justice en 1998,.
Les premiers Micral (Micral N) sont exposés au musée du Conservatoire national des arts et métiers de Paris ainsi qu'au musée de l'histoire de l'ordinateur de Mountain View.
Le 11 juin 2017, l'un des cinq derniers exemplaires connus du Micral N a été vendu aux enchères au château d'Artigny, près de Tours. Mise à prix 20 000 euros, cette configuration de Micral N a été adjugée pour 50 000 euros, à Paul Allen pour son musée Living Computers: Museum + Labs à Seattle.
En février 2023, l'Association MO5.com annonce avoir fait l'acquisition d'un exemplaire de Micral N.
Le 12 septembre 2024 le Micral N de Paul Allen est vendu pour 126 000 $ aux enchères chez Christie's. La vente fait suite à la mort de Paul Allen puis à la fermeture du Living Computers Museum causée en partie par la perte de revenu de ce dernier pendant la pandémie de la covid-19.

## Gamme Micral

### Époque R2E

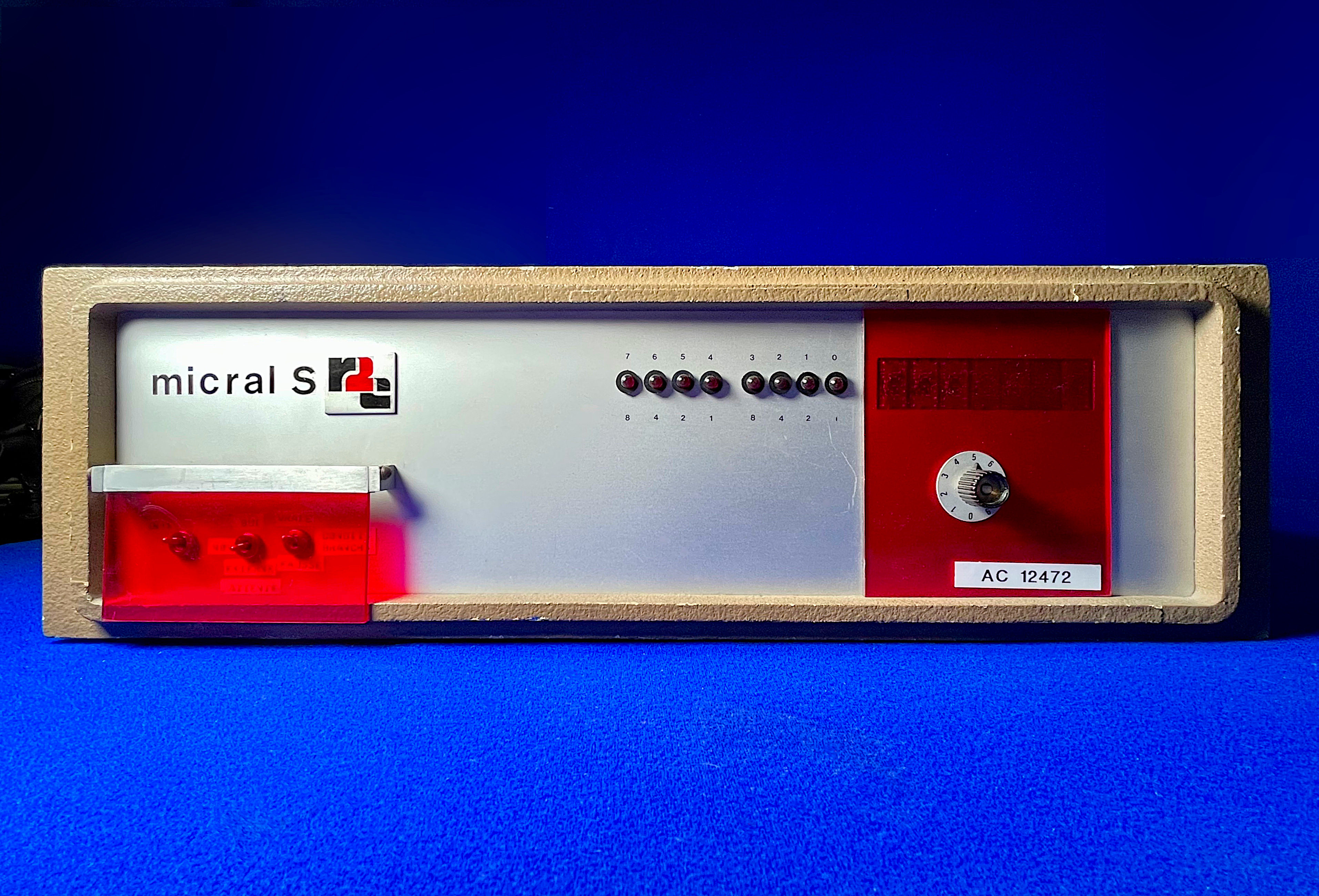
Micral S (1974)

- 1973 : Micral N, premier micro-ordinateur au monde construit par François Gernelle[20],[8].
- 1974 : Micral G, avec un processeur Intel 8008, 8 bits, cadencé à 1 MHz, 16 ko de RAM[21]
- 1974 : Micral S, avec un processeur Intel 8080, 8 bits[22]
- 1976 : Micral M, système distribué, Intel 8080 × 8[23]
- 1977 : Micral C, avec un processeur Intel 8080, 8 bits, 24 ko de RAM, écran intégré, lecteur de disquettes 5¼ pouces × 2[24]
- 1978 : Micral V, avec un processeur Intel 8080, 8 bits, 32 ko de RAM, portable[25]

### Époque Bull
- 1979 : Micral 80-30, avec un processeur Zilog Z80, 8 bits
- 1980 : Micral 80-20, avec un processeur Zilog Z80A, 8 bits, cadencé à 3 MHz
- 1980 : Portal, avec un processeur Intel 8085, 8 bits, cadencé à 2 MHz
- 1981 : Micral P2, avec un processeur Zilog Z80, 8 bits, cadencé à 5 MHz, 64 ko de RAM
- 1981 : Micral X, avec processeur Zilog Z80, 8 bits, disque dur amovible de 10 Mo (CII Honeywell Bull D140)[26]
- 1983 : Micral 90-20, avec un processeur Intel 8088, 16 bits, cadencé à 5 MHz
- 1983 : Micral 90-50, avec un processeur Intel 8086, 16 bits, cadencé à 8 MHz, 256 ko de RAM[27]

### Compatibles PC

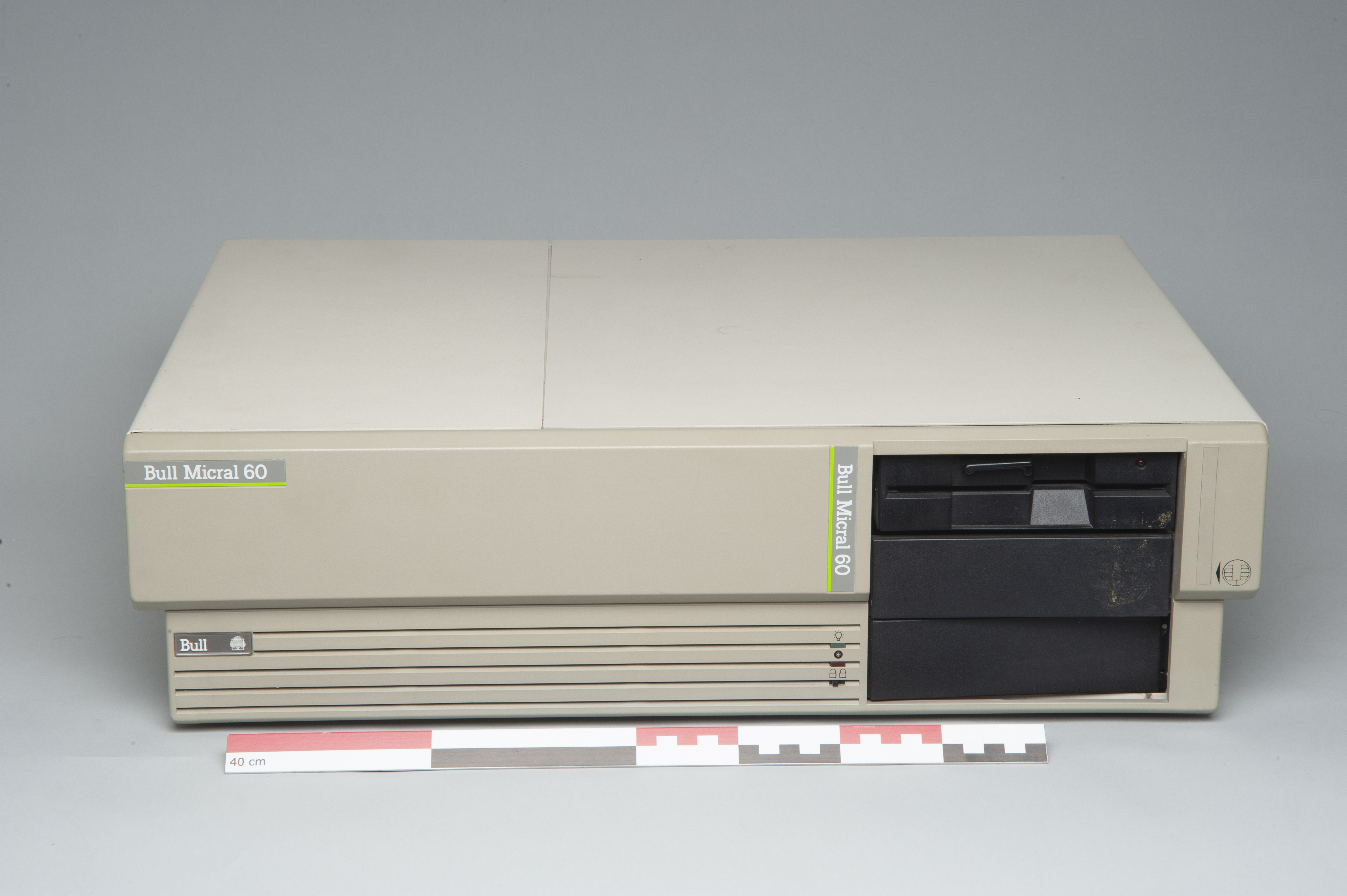
Bull Micral 60 (Sorbonne Université).

- 1985 : Bull Micral 30, avec un processeur Intel 8088 à 4,77 MHz, compatible PC-XT
- 1986 : Bull Micral 60, avec un processeur Intel 80286 à 6 MHz, compatible PC-AT
- 1986 : Bull Micral 35, avec un processeur Intel 80286 à 8 MHz
- 1987 : Bull Micral 40, avec un processeur Intel 80286 à 8 MHz
- 1988 : Bull Micral 45, avec un processeur Intel 80286 à 12 MHz
- 1988 : Bull Micral 65, avec un processeur Intel 80286 à 12 MHz
- 1988 : Bull Micral 75, avec un processeur Intel 80386 à 8 MHz
- 1988 : Bull Micral Attaché, avec un processeur Intel 8086 à 9,54 MHz, portable
- 1989 : Bull Micral 200, avec un processeur Intel 80286 à 12 MHz
- 1989 : Bull Micral 600, avec un processeur Intel 80386 à 25 MHz

En 1989, Bull rachète le constructeur Zenith Data Systems. Dorénavant, la gamme de compatibles PC s'appellera « Zenith ».

## Relance de la marque
La marque Micral est relancée en 2016 par l’ingénieur Jean-Thierry Lechein, directeur de l'agence Absomod. Il s'agit du réemploi de la marque qui avait été abandonnée en 1989 par le groupe Bull, dernier fabricant des produits Micral. Il conçoit des Nano serveurs et des solutions Edge computing pour permettre de déployer des services et des applications mobiles dans les zones non couvertes par Internet (zones rurales, milieu industriel…) ou par volonté de sécurité des utilisateurs qui ne veulent pas faire transiter leurs données via la toile.